# Hálózatalapú tanulás
A hálózatalapú tanulás vagy konnektivizmus a fogalmi társadalom tanuláselmélete, melyet George Siemens és Stephen Downes nevei fémjeleznek. Három terület metszéspontján helyezkedik el: informatika, pedagógia és hálózatkutatás. A hálózatalapú tanulás tömören a hálózatelméletek pedagógiában való alkalmazását jelöli.
A  tanulásban egyre nagyobb szerephez jut az elektronikus eszközökkel támogatott információ-csere egy informális hálózatba szervezve folyamatos, élethosszig tartó, más tevékenységekbe beágyazott, hálózatosodott tevékenységként. Az információszerzés és összefüggésbe helyezés motiváltsága is felerősödik, A keresés és értékelés egy, a témával foglalkozó hálózatban, virtuális közösségben motiváló hatású az információszerzésre és az információk összefüggésbe helyezésére. A tudásalkotás körforgásában a személyes tudások a hálózatba szerveződnek, s az így összeadott tudás ismét egyéni tudásforrássá válik („cycle of knowledge development”). Az együttműködő tevékenységek alkalmainak elterjedésével a „hogyan” és „mit” tanuljunk mellé a „hol tanuljunk” kérdése is felzárkózik.

## Definíciók
Tanulóközpontú, irregulárisan szerveződő tanulási forma, mely a tanuló autonómiáján és spontán tudáscserén alapulva már nem hierarchikus, hanem sokirányú, decentralizált és sokcsatornás; a kollaboratív tanulásra ösztönözve kibontakoztatja a tanulói kreativitást.
’’Integráltan kell felfogni a konnektivizmust, tehát kutatni szükséges az Új MÉDIA rendszerek (iTV, mobil, PDA) eszközökkel történő hálózatos tanulást is az oktatás kulcsmozzanatai (kompetenciák, tartalom, motiválás, rugalmasság, tanulói teljesítmények értékelhetősége) szempontjából.’’(Forgó Sándor)
Egy olyan nemlineárisan szerveződő tanulási forma, amely elsősorban informális keretek között valósul meg, és a tanulók saját maguk által szervezett tanulási tempóban, módszerrel sajátíthatják el a tudásanyagot. Az információszerzésre a felfedezéses módszer a jellemző, olyan folyamat, ahol a tanár, mint segítő, és nem mint fő szervező van jelen.

## Módszerek
A konnektivista tanulás módszerei a Web 2.0 típusú alkalmazások használatára épülnek. Ezek az alkalmazások a következő tevékenységek megvalósítását segítik elő a tanulásban és a tanításban.
- közösségi terek használata
- közösségi tartalomfejlesztés
- fogalomtérképek
- tartalom aggregálás
- reflexió
- inspiráció

## A konnektivizmus kritikája
A konnektivizmust már több oldalról is érte kritika.
Pløn Verhagen meglátása szerint a konnektivizmus nem tanuláselmélet, csupán pedagógiai nézőpont a képzésre. Verhagen érvelése szerint a tanuláselméletek feladata az instruktiv szinttel való foglalkozás, tehát hogy milyen módon tanulnak az emberek, a konnektivizmus azonban azzal foglalkozik, hogy mit és miért tanulnak.
A konnektivizmus egy másik kritikusa, Bill Kerr úgy látja, hogy bár a technológiának hatása van a tanulás körülményeire, de ami a tanuláselméletet illeti, nem hozott újat a  már meglevő elméletekhez képest.

## További információforrások
- Bessenyei István: Tanulás és tanítás az információs társadalomban - e-learning 2.0 és a konnektivizmus (pdf), 2007. [2012. január 21-i dátummal az eredetiből archiválva]. (Hozzáférés: 2010. március 2.) Irodalomjegyzékkel (magyarul)

- Barabási Albert László: Behálózva – a hálózatok új tudománya (Magyar Könyvklub, 2003., ISBN 963547895X) (ismertető)
- Barabási Albert László: A hálózatok csodálatos világa. Mindentudás Egyeteme. [2010. június 19-i dátummal az eredetiből archiválva]. (Hozzáférés: 2010. március 2.) (magyarul)
- 1. Mi a konnektivizmus?. crescendo.hu. (Hozzáférés: 2010. március 2.) Irodalomjegyzékkel (magyarul)
- Dr. Cserhátiné Vecsei, Ildikó: Konnektivizmus – az eLearning akupunktúrája (doc). ektf.hu. (Hozzáférés: 2010. március 2.)[halott link] Rövid összefoglalás irodalomjegyzékkel (magyarul)
- Connectivism: A Learning Theory for the Digital Age, International Journal of Instructional Technology and Distance Learning, Vol. 2 No. 1, Jan 2005]
- Seminal paper on connectivism
- Downes, Stephen: What Connectivism Is
- Siemens, George; Stephen Downes: Connectivism and Connective Knowledge. [2010. január 31-i dátummal az eredetiből archiválva]. Online Course support wiki facilitated by George Siemens and Stephen Downes
- Connectivism: A learning theory for today's learner Archiválva 2020. február 17-i dátummal a Wayback Machine-ben
- Web Presentation (Oral/Slide show) on Connectivism
- Connectivism: Learning Theory or Pastime for the Self-Amused?
- Connectivism: a new learning theory?, Pløn Verhagen (University of Twente), November 2006
- which radical discontinuity?, Bill Kerr, February 2007
- Konnektivismus und konnektives Wissen Online Kurs[halott link] - Lehrplan zum Onlinekurs von George Siemens und Stephen Downes über den Konnektivismus (németül)
- Was ist Konnektivismus? - Kurze Einführung von Stephen Downes, Audio (németül)
- Palócz István: Konnektivizmus, ahogy én látom. Palocz.hu. [2010. február 28-i dátummal az eredetiből archiválva]. (Hozzáférés: 2010. március 2.)
- konnektivizmus. Yamm!. [2012. március 16-i dátummal az eredetiből archiválva]. (Hozzáférés: 2010. március 2.) twitter (magyarul)
- Konnektivizmus. Google Groups. [2009. június 24-i dátummal az eredetiből archiválva]. (Hozzáférés: 2010. március 2.)
- Kulcsár Zsolt: Konnektivizmus a gyakorlatban - A hálózatalapú tanulásról. slideshare.net. (Hozzáférés: 2010. március 2.) prezentáció (magyarul)

- Connectivism - LTCWiki. Connectivism and Connective Knowledge Online Course 2009 support wiki. [2010. február 27-i dátummal az eredetiből archiválva]. (Hozzáférés: 2010. március 2.)